# ARJ
ARJ és una aplicació informàtica creada per Robert K. Jung per a comprimir arxius. També és l'extensió dels arxius creats pel mateix programari, sent possiblement l'acrònim de Archiver by Robert Jung. Actualment és un programari amb un ús molt limitat.
ARJ fou un dels dos formats d'arxius comprimits més utilitzats durant els anys 1990, juntament amb els arxius ZIP. Els arxius ZIP es creaven amb més rapidesa, però tenien una grandària una mica major que els comprimits en format ARJ. Algunes parts del format ARJ estaven cobertes per la patent USA 5140321.